# KV44
KV44 es una tumba egipcia del llamado Valle de los Reyes, situado en la orilla oeste del Nilo, a la altura de la moderna ciudad de Luxor. Situada al noreste del Valle Oriental, está al sureste de KV4 y es la vecina inmediata de KV45. Fue descubierta en 1901 por Howard Carter cuando trabajaba para Theodore Davis.

## Situación
KV44 data de mediados de la dinastía XVIII y, como muchos otros sepulcros de la necrópolis, no pertenece a un monarca. Es más, probablemente ni siquiera perteneciese a un miembro de la familia real, sino a un poderoso noble cuyo nombre no nos ha llegado. La tumba tiene un pozo de entrada (A) y una única sala donde reposarían los restos del ocupante (B). Ambas estancias están finalizadas, pero como es costumbre en las tumbas no reales del Valle de los Reyes, no están decoradas.

## Excavación
Aunque en el momento de su descubrimiento Carter advirtió que entre la «basura» del lugar (así lo llamó) había restos de cerámica y de vasos canopes, así como guirnaldas de flores y hasta siete momias -tres de ellas niños-, la mayoría sin vendajes y sarcófagos. Estos cadáveres fueron sacados en 1991 durante la excavación de Donald P. Ryan para la Pacific Lutheran University, y al ser analizados se llegó a la conclusión de que lo más probable es que pertenecieran a un enterramiento intruso de la dinastía XXII. Al parecer, el lugar fue reutilizado por al menos tres mujeres durante el reinado de Osorkon I.
Desconocemos quién pudo ser el destinatario original de la tumba, pero se contempla la posibilidad de que fuera el sacerdote Aanen, un importante personaje del reinado de Amenhotep III que además era hijo de los todopoderosos Yuya y Tuya y, por tanto, hermano de la reina Tiy y del faraón Ay. Sin embargo, no hay nada que confirme esto, pues sabemos que Aanen se hizo construir una tumba, hoy catalogada como TT120 lejos del Valle de los Reyes.